# Chinese opstand in Manilla (1603)
De Chinese opstand in Manilla in 1603, ook wel aangeduid als Sangley-rebellie, was een opstand van Chinezen in de Spaanse kolonie Filipijnen in oktober 1603. Bij deze opstand kwamen naar schatting zo'n 20.000 Chinezen om het leven. Aan Spaanse zijde vielen ook slachtoffers. Het meest prominente slachtoffer was voormalig gouverneur-generaal van de Filipijnen Luis Pérez Dasmariñas.

## Achtergrond
De jaren voorafgaande aan de opstand was het aantal Chinezen in de Filipijnen fors toegenomen. Rond 1600 hadden zich al minstens 20.000 Chinese immigranten in de buurt van Manilla gevestigd. Dat was ongeveer het viervoudige van het aantal Chinezen dat er tien jaar daarvoor woonden en meer dan twintig keer het aantal Spanjaarden in de kolonie in die tijd. Daarbij kwam dat slechts een klein deel van de Chinezen liet zich bekeren tot het Katholicisme. Het steeds groter worden aantal Chinezen was een van de factoren in het groeiende wantrouwen jegens deze bevolkingsgroep.
Daarbij stond het incident uit 1593, waarbij gouverneur-generaal Gómez Pérez Dasmariñas was vermoord door de Chinese roeiers van zijn galei stond nog vers in het geheugen. Een nieuwe gebeurtenis in het voorjaar van 1603 ten slotte deed het wantrouwen nog meer stijgen. In mei 1603 kwamen drie Chinese hoge afgezanten, of mandarins zoals ze door de Spanjaarden werden genoemd, met een gevolg van enkele tientallen mannen in de Filipijnen aan. Deze mandarins onderzochten een verhaal dat er in Cavite een berg van goud en zilver te vinden was, die nog voor een ieder te claimen zou zijn. De gedachte bij de Spanjaarden was dat deze groep wel eens de voorbodes zouden kunnen zijn van een op handen zijnde invasie door de Chinezen, hetgeen de argwaan jegens hun landgenoten in de kolonie deed toenemen.
De aartsbisschop van Manilla Miguel de Benavides waarschuwde in zijn preken "dat de aanwezigheid van de zondige Chinezen in Manilla God zou uitnodigen om ons allemaal op een dag in het vuur te laten verteren". Toen de Spaanse gouverneur-generaal Pedro Bravo de Acuña voorbereidingen trof tegen een mogelijke invasie van China na het vertrek van de drie afgezanten vanuit China, waarschuwde de aartsbisschop dat de Chinezen in opstand zouden gaan komen. Daarop ontstonden er onder de Chinezen juist weer geruchten dat de Spanjaarden voorbereidingen aan het treffen waren om hun allemaal uit te roeien voordat het zo ver was.

## Gebeurtenissen
In 1603 begonnen de Chinezen in de Filipijnen in het geheim voorbereidingen voor een opstand. De precieze aanleiding voor de opstand bleef onduidelijk. De leider van de Chinezen was naar verluidt Joan Bautista de Vera, een rijke katholieke Chinees, die goede contacten had met de Spanjaarden. Hij liet in het geheim een fort bouwen op enkele kilometers van het centrum van Tondo. Op 3 oktober 1603 verzamelden zich ongeveer 2000 Chinezen bij het fort bij Tondo. Diezelfde avond verschanste voormalig gouverneur-generaal Luis Pérez Dasmariñas zich met een groep soldaten in het klooster van Binondo. De Chinezen brandden enkele huizen af en keerden na enige tijd weer terug naar het fort. De volgende dag vertrok Dasmariñas vanuit Binondo om zich in Tondo met ongeveer 140 cavaleriesoldaten te verschansen in de kerk aldaar. Vervolgens vond een gevecht plaats om de controle over de kerk te verkrijgen. Hierbij kwamen 500 Chinezen om het leven en rest trok zich terug naar het fort in Tondo. Dasmariñas besloot om hen te achtervolgen, maar kwam daarbij om het leven samen met zo'n 100 Spaanse soldaten.
Een dag later trokken de Chinese opstandelingen naar Manilla. Ze dwongen de inwoners van de Chinese wijk (Parian) buiten de stad om hen te helpen en vielen de stad aan. Er werd veel geplunderd en er vielen veel slachtoffers. In de avond trokken de opstandelingen zich terug in de Parian en in Dilao. De inwoners van de Parian werden vervolgens ook door de Spanjaarden onder druk gezet om zich aan hun zijde te scharen. Diverse Parian-bewoners werd de druk te veel, waarop ze zich verhingen. Op 6 oktober vond er een nieuwe aanval plaats. Deze werd afgeslagen. Een groep Pintados onder aanvoering van een Spanjaard en met hulp van wat Japanners vocht zich door de linies van de Chinezen heen en verspreidde zich daarna in drie groepen. Een groep trok naar Pasig, een naar Bayombong en een laatste en grootste groep trok naar Laguna de Bay, de bergen van San Pablo en naar de provincie Batangas. Vanaf 8 oktober verlieten de Chinezen de stad en trokken zich terug, waarna de Spanjaarden onder leiding van Luis de Velasco hen achtervolgden en ombrachten. Op 20 oktober werd een nieuw regiment van Spanjaarden, Japanners en 1500 Filipo's uit Pampanga en andere delen van Luzon gevormd. Dit regiment slaagde er al snel in om alle resterende Chinezen in San Pablo en Batangas op te sporen. De Chinezen werden massaal gedood, waarmee de opstand gebroken was. Naar verluidt kwamen in totaal zo'n 20.000 Chinezen om het leven.
Op 22 oktober moest de leider van de opstand Juan Bautista de Vera zich verantwoorden voor het gerecht. De dagen erna volgden ook andere Chinezen. Slechts 300 mannen kregen een pardon. De rest van de overlevenden werd veroordeeld tot de slavenarbeid op de galeien. Naar aanleiding van de opstand besloot de Audiencia van Manilla dat er zich voortaan nog slechts maximaal 1500 (niet-katholieke) Chinezen in de kolonie mochten vestigen. Deze regel werd echter in de daaropvolgende jaren wegens economische redenen al weer losgelaten.